# العلاقات الإماراتية البوسنية
العلاقات الإماراتية البوسنية هي العلاقات الثنائية التي تجمع بين الإمارات العربية المتحدة والبوسنة والهرسك.

## مقارنة بين البلدين
هذه مقارنة عامة ومرجعية للدولتين:
| وجه المقارنة                                              | الإمارات العربية المتحدة | البوسنة والهرسك                                             |
| --------------------------------------------------------- | ------------------------ | ----------------------------------------------------------- |
| المساحة (كم2)                                             | 83.60 ألف                | 51.20 ألف                                                   |
| عدد السكان (نسمة)                                         | 9.40 مليون               | 3.51 مليون                                                  |
| الكثافة السكانية (ن./كم²)                                 | 112.44                   | 68.55                                                       |
| العاصمة                                                   | أبو ظبي                  | سراييفو                                                     |
| اللغة الرسمية                                             | اللغة العربية            | اللغة البوسنوية، اللغة الكرواتية، اللغة الصربية             |
| العملة                                                    | درهم إماراتي             | مارك بوسني                                                  |
| الناتج المحلي الإجمالي (بليون دولار)                      | 382.58 مليار             | 18.17 مليار                                                 |
| الناتج المحلي الإجمالي (تعادل القوة الشرائية) بليون دولار | 640.72 مليار             | 41.35 مليار                                                 |
| الناتج المحلي الإجمالي الاسمي للفرد دولار أمريكي          | 40.44 ألف                | 4.25 ألف                                                    |
| الناتج المحلي الإجمالي للفرد دولار أمريكي                 | 67.67 ألف                | 10.43 ألف                                                   |
| مؤشر التنمية البشرية                                      | 0.835                    | 0.733                                                       |
| رمز المكالمات الدولي                                      | +971                     | +387                                                        |
| رمز الإنترنت                                              | .ae، .امارات             | .ba                                                         |
| المنطقة الزمنية                                           | ت ع م+04:00              | توقيت وسط أوروبا، ت ع م+01:00، ت ع م+02:00، أوروبا/سراييفو ‏ |

## منظمات دولية مشتركة
يشترك البلدان في عضوية مجموعة من المنظمات الدولية، منها:
| علم المنظمة | اسم المنظمة                               | تاريخ انضمام الإمارات العربية المتحدة | تاريخ انضمام البوسنة والهرسك |
| ----------- | ----------------------------------------- | ------------------------------------- | ---------------------------- |
|             | مؤسسة التنمية الدولية                     | 23 ديسمبر 1981                        | 25 فبراير 1993               |
|             | يونسكو                                    | 20 أبريل 1972                         | 2 يونيو 1993                 |
|             | وكالة ضمان الاستثمار متعدد الأطراف        | 20 أكتوبر 1993                        | 19 مارس 1993                 |
|             | الأمم المتحدة                             | 9 ديسمبر 1971                         | 22 مايو 1992                 |
|             | الاتحاد البريدي العالمي                   | ?                                     | ?                            |
|             | البنك الدولي للإنشاء والتعمير             | 22 سبتمبر 1972                        | 25 فبراير 1993               |
|             | الاتحاد الدولي للاتصالات                  | 27 يونيو 1972                         | 20 أكتوبر 1992               |
|             | منظمة حظر الأسلحة الكيميائية              | ?                                     | ?                            |
|             | مؤسسة التمويل الدولية                     | 30 سبتمبر 1977                        | 25 فبراير 1993               |
|             | المركز الدولي لتسوية المنازعات الاستشارية | 22 يناير 1982                         | 13 يونيو 1997                |
|             | منظمة الشرطة الجنائية الدولية             | ?                                     | ?                            |

## وصلات خارجية
- موقع وزارة الخارجية الإماراتية
- موقع وزارة الخارجية البوسنية